# 庫爾甘西克
50°50′19″N 31°12′0″E / 50.83861°N 31.20000°E
庫爾甘西克（烏克蘭語：Курганське），是烏克蘭北部的村莊，隸屬切爾尼希夫州的切爾尼希夫區。該村始建於1600年，面積0.39平方公里，海拔高度112米，2001年人口106，人口密度每平方公里271.8人。